# Monagas
Monagas je jeden ze třiadvaceti států Venezuely. Má rozlohu 28 900 km² a žije v něm přibližně 905 000 obyvatel (rok 2011). Hlavním městem je Maturín. Většinu obyvatel tvoří mesticové, žijí zde také běloši, černoši a domorodci z kmenů Warao a Kariña.

## Historie
Stát byl vytvořen v roce 1909 a pojmenován podle venezuelských prezidentů Josého Tadea Monagase a jeho bratra Josého Gregoria Monagase. Žila zde Juana Ramírezová zvaná „La Avanzadora“, hrdinka války za nezávislost Venezuely, jejíž silueta je vyobrazena na vlajce Monagasu.

## Přírodní podmínky
Stát leží na severovýchodě Venezuely a hraničí se státy Sucre, Anzoátegui, Bolívar a Delta Amacuro. Krátký úsek hranice tvoří pobřeží zálivu Paria. Většinu státu zaujímá nížina v povodí řeky Orinoko, severozápad je hornatý s nejvyšším vrcholem Cerro Negro (2280 m n. m.). Podnebí je tropické s průměrnými teplotami 25–28 °C a ročními srážkami 600–1400 mm. Národní park Cueva del Guácharo proslul početnou populací gvačara jeskynního.

## Hospodářství
Hlavním hospodářským odvětvím je těžba a zpracování ropy. Pěstuje se kávovník, kakaovník, kukuřice, cukrová třtina a palma olejná. Významné je také dobytkářství a dřevařství. Hlavním průmyslovým centrem je Maturín, Caripito je sídlem velké ropné rafinerie.

## Administrativní členění
Stát je tvořen třinácti obcemi. Seznam obcí a jejich správních středisek:
1. Acosta (San Antonio de Capayacuar)
2. Aguasay (Aguasay)
3. Bolívar (Caripito)
4. Caripe (Caripe)
5. Cedeño (Caicara de Maturín)
6. Ezequiel Zamora (Punta de Mata)
7. Libertador (Temblador)
8. Maturín (Maturín)
9. Piar (Aragua de Maturín)
10. Punceres (Quiriquire)
11. Santa Bárbara (Santa Bárbara)
12. Sotillo (Barrancas del Orinoco)
13. Uracoa (Uracoa)

## Galerie

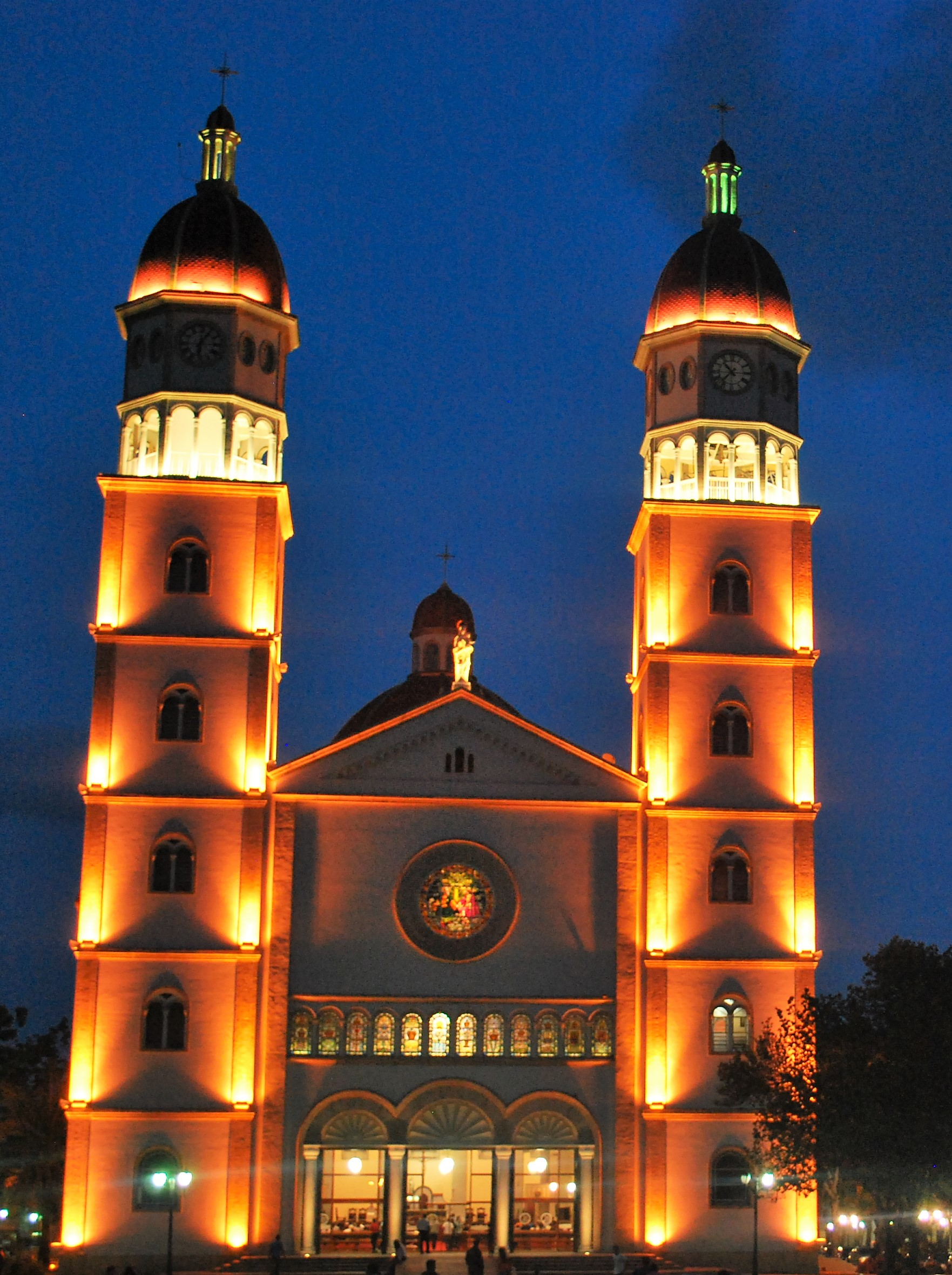
Katedrála v Maturínu
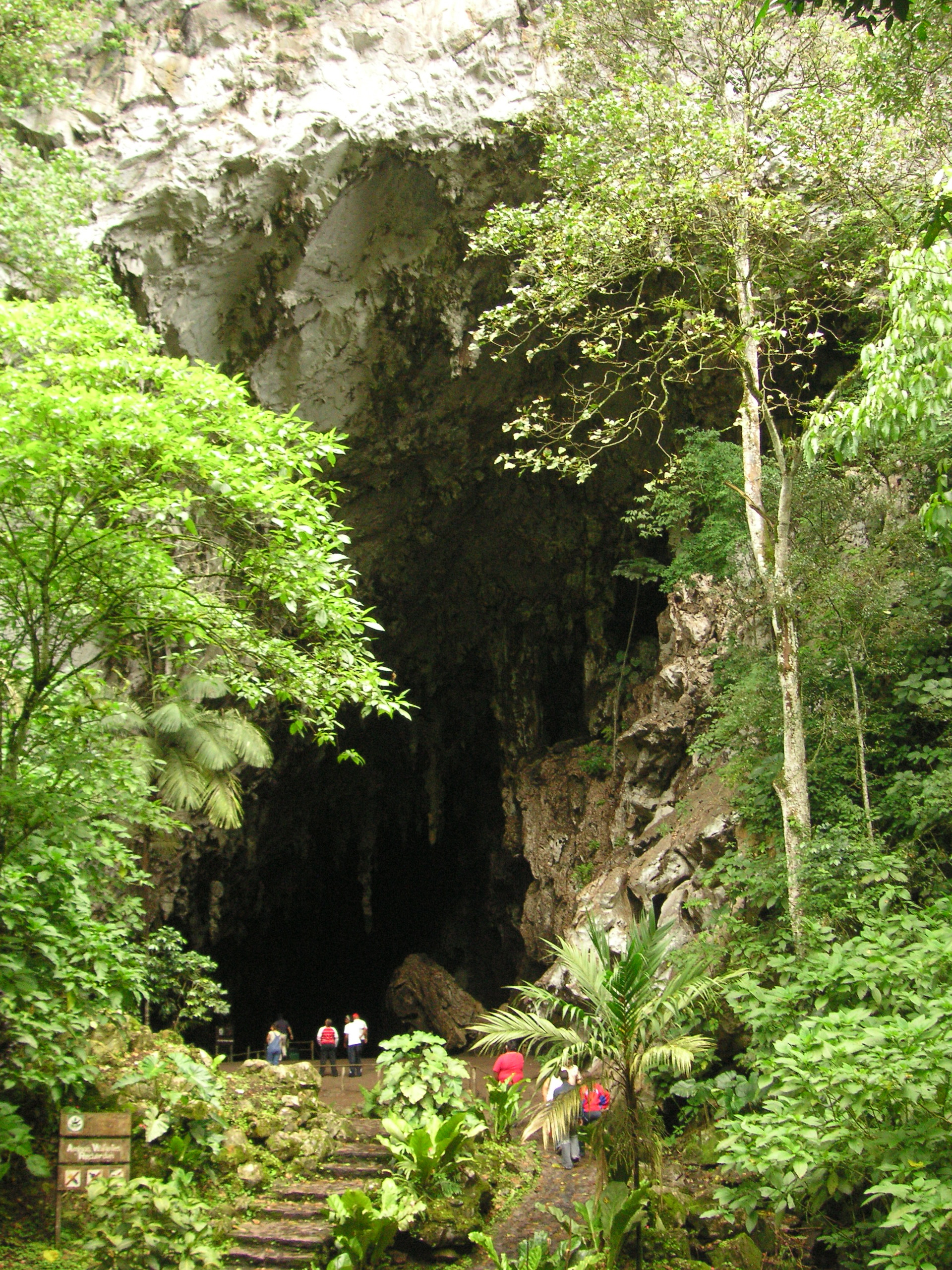
Jeskyně gvačarů
Mapa státu